# تسفي يهودا
تسفي يهودا هو سياسي إسرائيلي، ولد في 15 أغسطس 1887 في أومان في أوكرانيا، وتوفي في 13 سبتمبر 1964 في إسرائيل. نشط حزبياً في ماباي. وقد انتخب عضو الكنيست ‏ (14 فبراير 1949 – 20 أغسطس 1951).